# Castilla (Bogotá)
Castilla es uno de los barrios más tradicionales de Bogotá. Está ubicado en la localidad de Kennedy, en la parte suroccidental, fronteriza con la localidad de Fontibón. Se fundó en 1969 bajo la alcaldía de Virgilio Barco Vargas.

## Límites
- Norte: Calle 12 y Río Fucha (Favidi, Visión de Colombia y El Vergel)
- Sur: Alameda Humedal del Burro (Calle 6E y 7A, Barrios Pío XII, El Condado, Rincón de los Ángeles y Dos Avenidas)
- Occidente: Carreras 80 y 80D (Barrios El Castillo, Valladolid, Bosconia, Santa Catalina y Monterrey)
- Oriente: Avenida Boyacá (Planta de Bavaria Sab Miller)

## Geografía
Su terreno es plano y urbano, uno de los más grandes de Bogotá. En su interior están los humedales del Burro y Techo.

## Infraestructura
- Educativa: Colegio Distrital San José de Castilla, Colegio Castilla I.E.D., Liceo Mayor Andino, Gimnasio Superior Nuevos Andes, Colegio General Gustavo Rojas Pinilla L.E.D e Instituto Comercial Loreto.

## Sitios de interés
- Parroquia Jesús Amor Misericordioso - Santuario Diocesano de la Divina Misericordia.
- Parroquia de Nuestra Señora del Amparo.
- Polideportivo Castilla
- Casa de sara

## Actividades socioeconómicas
De estratos tres (3) y cuatro (4), es un barrio residencial y comercial desde la Carrera 78 entre Calles Octava y Novena. Este sector se caracteriza por brindar a los habitantes una diversidad en comercio, desde gastronomía hasta ropa y enceres. También se encuentran almacenes de cadena como Zapatoca, Éxito Súper y Metro Cencosud.

## Acceso y vías
Este barrio cuenta con una amplia variedad de vías, ahora con fluidez de transporte para cualquier parte de la ciudad, por allí también transitan los alimentadores del sistema TransMilenio, que llegan a la estación Banderas. Así como sistema integrado de transporte público SITP que cuenta con rutas urbanas que lo conectan con las demás localidades de la ciudad.
- Avenida Boyacá
- Calle 8
- Calle 11
- Calle 13
- Transversal 78

- Datos: Q16490478